# Acacia schottii
Acacia schottii é uma espécie de leguminosa do gênero Acacia, pertencente à família Fabaceae. a planta se encontra principalmente no Texas e no norte do Mexico